# 卡舒埃拉达普拉塔
卡舒埃拉达普拉塔是巴西米纳斯吉拉斯州的一个市镇。总面积61.206平方公里，总人口3802人，人口密度62.1人/平方公里。